# The Trail of the Lonesome Pine (film fra 1923)
The Trail of the Lonesome Pine er en amerikansk stumfilm fra 1923 af Charles Maigne.

## Medvirkende
- Mary Miles Minter som June Tolliver
- Antonio Moreno som John Hale
- Ernest Torrence som Judd Tolliver
- Ed Brady som Rufe Tolliver
- Frances Warner som Ann
- J. S. Stembridge som Buck Falin
- Cullen Tate som Dave Tolliver